# Bloedbad van Plan de Sánchez

Locatie van Plan de Sánchez

Het Bloedbad van Plan de Sánchez was een massamoord in het dorp Plan de Sánchez, in het departement Baja Verapaz in Guatemala op 18 juli 1982. Meer dan 250 personen, waarvan het merendeel vrouwen en kinderen en vrijwel allemaal Achi-Maya's werden mishandeld en vermoord door het Guatemalteekse leger en paramilitairen. Voor het bloedbad is tot dusver nog niemand veroordeeld.
De moordpartij vond plaats tijdens de genocide op de Mayabevolking en de Guatemalteekse Burgeroorlog, waarbij linkse guerrillagroepen en de overheid elkaar bestreden. Na zijn staatsgreep in maart 1982 begon de dictator Efraín Ríos Montt met een militaire campagne die er grotendeels in slaagde de opstandelingen te verslaan, maar die gepaard ging met enorme wreedheden. Het bloedbad van Plan de Sánchez was een onderdeel van de tactiek van de verschroeide aarde van de Guatemalteekse regering. Het dorp werd uitgekozen omdat de autoriteiten vermoedden dat de inwoners onderdak boden aan guerrillero's of hen op andere wijze steunde.
Veel mannen die weigerden zich aan te sluiten bij de verplichte "zelfverdedigingspatrouilles" waren de bergen ingevlucht. Op 15 juli trok een afvaardiging van het leger het dorp in en startte razzia's, waarbij de inwoners van het dorp onder bedreiging gevraagd werd naar de verblijfplaats van de mannelijke bevolking. Op zondag 18 juli, een marktdag, werd het dorp tussen 2 en 3 uur 's middags omsingeld door militairen, paramilitairen, politie en militairen gekleed als burgers. De bevolking en andere aanwezigen werden gedwongen zich te verzamelen in het midden van het dorp. De jongere vrouwen werden afgescheiden van de rest en naar een huis gebracht waar ze werden gemarteld en verkracht. Een klein deel slaagde erin te vluchten, de rest werd vermoord. Daarna werden ook de kinderen afgezonderd en doodgeslagen. Om 5 uur 's middags gooiden de soldaten handgranaten in het huis waarin de volwassenen waren en schoten met machinegeweren de aanwezigen dood. Inwoners van nabijgelegen dorpen meldden later dat het schieten tot acht uur 's avonds bleef duren, waarna het dorp in brand werd gestoken. De militairen verlieten het dorp om 11 uur 's avonds.
De volgende dag keerde enkelen die waren gevlucht terug naar de smeulende ruïnes van hun dorp. De meeste lichamen waren niet meer identificeerbaar. Om 4 uur 's middags arriveerde een groep militairen die de overlevenden dwong massagraven te graven en te vullen, onder bedreiging van een luchtbombardement. Intussen plunderden de militairen de huizen die niet waren platgebrand en vernietigden alle identificatiepapieren.
Na het bloedbad was het dorp jarenlang verlaten en de overlevenden werden bedreigd met strafmaatregelen wanneer zij de slachtpartij openbaar zouden maken of de plaats van de massagraven die zij gedwongen waren te graven zouden doorgeven. Na de geleidelijke terugkeer van de democratie in Guatemala in de late jaren 80 en de jaren 90 konden de eerste overlevenden over het gebeurde praten zonder voor hun leven te moeten vrezen. In 1992 werd een aanklacht ingediend bij de autoriteiten en een jaar later werd een officieel onderzoek gestart. Het bestaan van een amnestieregeling waardoor veel mensenrechtenschenders uit de jaren 80 niet vervolgd kunnen worden en tegenwerking van de autoriteiten hebben tot dusver een bevredigende afhandeling van het bloedbad in de weg gestaan. In 2004 verklaarde het Inter-Amerikaans Hof voor de Mensenrechten dat de Guatemalteekse regering verantwoordelijk is voor het bloedbad en gebood compensatie, zowel financieel als niet-financieel en symbolisch.